# Сатлайкино
Сатла́йкино (чув. Сатлайккӑ) — деревня в Аликовском муниципальном округе Чувашской Республики. Входила в состав Яндобинского сельского поселения до его упразднения в 2022 году.

## География
Деревня находится на северо-западе центральной части Чувашии, в пределах Чувашского плато, в зоне хвойно-широколиственных лесов, к северу от реки Сормы, на расстоянии примерно 10 километров (по прямой) к северо-востоку от села Аликова, административного центра района. Абсолютная высота — 125 метров над уровнем моря.

### Климат
Климат характеризуется как умеренно континентальный, с продолжительной морозной зимой и тёплым летом. Среднегодовая температура воздуха — 3 °С. Средняя температура воздуха самого тёплого месяца (июля) — 18,3 °C (абсолютный максимум — 37 °C); самого холодного (января) — −12,9 °C (абсолютный минимум — −44 °C). Безморозный период длится около 136 дней. Среднегодовое количество атмосферных осадков составляет 552 мм, из которых 70 % выпадает в тёплый период. Снежный покров образуется в середине ноября и держится в течение пяти месяцев.

### Часовой пояс
Деревня Сатлайкино, как и вся Чувашия, находится в часовой зоне МСК (московское время). Смещение применяемого времени относительно UTC составляет +3:00.

## Население
| 2010 | 2012 |
| ---- | ---- |
| 77   | ↗95  |

### Половой состав
По данным Всероссийской переписи населения 2010 года в гендерной структуре населения мужчины составляли 48,1 %, женщины — соответственно 51,9 %.

### Национальный состав
Согласно результатам переписи 2002 года, в национальной структуре населения чуваши составляли 100 % из 102 чел.